# Piruló susulyka
A piruló susulyka (Inocybe godeyi) a susulykafélék családjába tartozó, Európában és Észak-Amerikában honos, lomberdőkben élő, mérgező gombafaj.

## Megjelenése

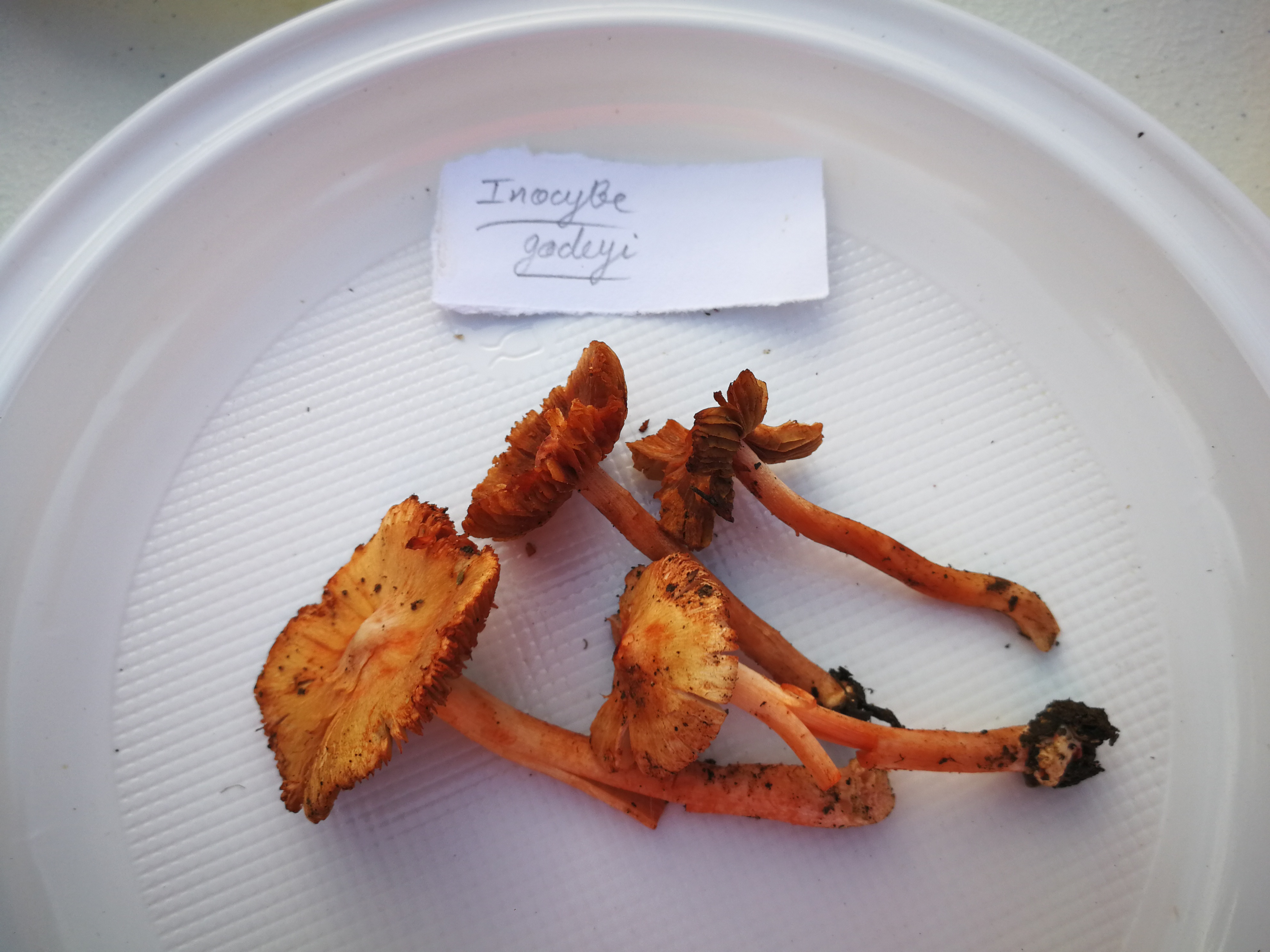

A piruló susulyka kalapja 1-4 (5) cm széles, alakja fiatalon kúpos, széle begöngyölt; később domborúan kiterül, de közepe tompán kúpos, púpos marad. Széle ilyenkor is kissé aláhajló, majd idősen felpenderedik és beszakadozik. Kalapbőre előbb finoman, majd erősebben szálas, sugarasan berepedezik. Színe eleinte halvány okkersárga, később közepe vöröses-narancsossá válik, idősen téglavörös.
Húsa fehér, halvány rózsás árnyalattal, öregen vörösödik. Szaga gyengén savanykás, íze nem jellegzetes. 
Sűrű lemezei fiatalon fehéresszürkék, majd okkeresek, végül vörösesbarnák lesznek. A lemezek éle mindig világosabb.
Tönkje 2-7 cm magas és 3-6 mm széles. Alakja hengeres, töve kissé gumós. Színe fiatalon fehér, vöröses árnyalattal, majd vörösokkeressé, téglavörössé válik mint a kalapja, csak a peremes gumós alsó részén marad fehéres.
Spórapora dohánybarna. Spórája mandula alakú, mérete 9-11,6 x 5,3-7,2 µm. 

### Hasonló fajok
A fenyves susulyka, a rókaszínű susulyka vagy a rózsásfehér susulyka hasonlíthat hozzá.  

## Elterjedése és termőhelye
Európában és Észak-Amerikában honos. 
Meszes talajú lomberdőkben, cserjésekben, gyorsan felmelegedő homoktalajon él. Nyár elejétől őszig terem.
Mérgező, muszkarint tartalmaz.